# Васильчиков, Борис Александрович
Князь Бори́с Алекса́ндрович Васи́льчиков (19 [31] мая 1860, Выбити — 13 мая 1931, Ментона) — русский общественный и государственный деятель, член Государственного совета, шталмейстер (30.05.1903), мемуарист.

## Биография
Сын князя Александра Илларионовича Васильчикова (1818—1881) от его брака с Евгенией Ивановной Сенявиной (1829—1862). Родился в Петербурге, крещен 25 мая 1860 года в Симеоновской церкви при восприемстве Л. Г. Сенявина и бабушки княгини Т. В. Васильчиковой. В возрасте двух лет потерял мать, скончавшуюся при родах четвёртого ребёнка. В 1881 году скончался и князь Александр Илларионович, передав единственному сыну огромное состояние.
В том же году по окончании Императорского училища правоведения был причислен к Министерству юстиции. Поселившись в своем новгородском имении, избирался Старорусским уездным (1884—1890) и четырежды Новгородским губернским (1890—1902) предводителем дворянства. Также был избран почётным гражданином Старой Руссы и почетным мировым судьей старорусского земства (1886), состоял почетным попечителем церковно-приходских школ Старорусского уезда. В имении Выбити занимался сельским хозяйством, используя прогрессивные методы; особенно хорошо было развито птицеводство.
В 1896 году был произведен в действительные статские советники, в 1903 — пожалован в шталмейстеры. В 1900—1903 занимал пост Псковского губернатора, за особые заслуги был избран почетным гражданином Пскова.
С началом русско-японской войны был назначен Главноуполномоченным Общества Красного Креста в северо-восточном районе. С октября 1904 по ноябрь 1905 года находился в районе действовавшей армии в Маньчжурии. В организации краснокрестной работы князю помогала жена, приехавшая с ним на фронт. В 1906 году был назначен председателем Российского общества Красного Креста.
С 27 июля 1906 года до 21 мая 1908 года был Главноуправляющим землеустройством и земледелием в совете министров П. А. Столыпина. Много сделал для претворения в жизнь столыпинской аграрной реформы. В мае 1908 покинул министерский пост по семейным обстоятельствам.
В апреле 1906 года был назначен членом Государственного совета. В 1911—1917 возглавлял кружок внепартийного объединения в Совете. В декабре 1916 жена князя Софья Николаевна написала письмо императрице Александре Фёдоровне с просьбой удалить Григория Распутина, за что ей приказано покинуть двор. Борис Александрович сложил свои полномочия и добровольно последовал за своей женой в семейное имение Выбити.
По политическим взглядам был русским националистом: вступил во Всероссийский национальный союз, а в 1910 году принял активное участие в организации Всероссийского национального клуба в Петербурге и был избран первым председателем совета старшин этого клуба. Однако уже в марте 1911 отошел от активного участия в этих объединениях.
Вернулся в Петроград после Февральской революции. В 1918 году был арестован и заключен в Трубецкой бастион Петропавловской крепости: в «одиночной» камере вместе с ним содержалось 10 бывших сановников. После освобождения эмигрировал в Великобританию, в 1920 переехал во Францию. Принимал активное участие в создании Свято-Сергиевского православного богословского института. Написал «Воспоминания», которые были опубликованы в 2003 году.
Скончался 13 мая 1931 года в Русском доме. Похоронен вместе с супругой на кладбище Сент-Женевьев-де-Буа.

## Личная жизнь
Князь Васильчиков любил проводить время на природе и охотиться в имении Волышово со своими родственниками Строгановыми.
Был женат на княжне Софье Николаевне Мещерской (1867—1942), дочери попечителя Московского учебного округа князя Николая Петровича Мещерского (1829—1901).

## Награды
- Орден Святого Станислава 2-й степени (30.06.1885)
- Орден Святой Анны 2-й степени (29.06.1889)
- Орден Святого Владимира 3-й степени (01.01.1893)
- Орден Святого Станислава 1-й степени (18.04.1899)
- Высочайшая благодарность (1901)
- Орден Святой Анны 1-й степени (14.04.1902)
- Орден Святого Владимира 2-й степени (29.06.1905)
- Орден Белого орла (01.01.1907)
- Высочайшая благодарность (1908)
- Орден Святого Александра Невского (01.01.1913)

Иностранные:
- прусский орден Красного орла 1-й степени (1908)
- итальянский орден Святых Маврикия и Лазаря 1-й степени (1908)

## Сочинения
- О воспитании дворянского юношества. — Новгород, 1899.
- Князь Борис Васильчиков. Воспоминания / сост., предисл. и примеч. Г. И. Васильчикова ; подгот. текста В. П. Полыковской ; коммент. Д. А. Беляева. — М., Псков: Наше наследие, 2003. — 270 с. — ISBN 5-89295-012-3.